# Turquía en los Juegos Olímpicos de Nagano 1998
Turquía estuvo representada en los Juegos Olímpicos de Nagano 1998 por un deportista masculino que compitió en esquí alpino.
El portador de la bandera en la ceremonia de apertura fue el esquiador alpino Arif Alaftargil. El equipo olímpico turco no obtuvo ninguna medalla en estos Juegos.